# Larry Keating
Pour les articles homonymes, voir Keating.
Larry Keating est un acteur américain né le 13 juin 1899 à Saint Paul, Minnesota (États-Unis), mort le 26 août 1963 à Hollywood (Californie).

## Filmographie
- 1945 : Song of the Sarong : Potter
- 1949 : Le Mystérieux docteur Korvo (Whirlpool) : Mr. Simms
- 1949 : Chanson dans la nuit (Dancing in the Dark) : Board Member
- 1950 : Planqué malgré lui (When Willie Comes Marching Home) de John Ford : Gen. G. 'Larry' Reeding
- 1950 : Mother Didn't Tell Me : Doctor Tracy
- 1950 : Ma and Pa Kettle Go to Town : Lt. Klein
- 1950 : J'étais une voleuse (I was a shoplifter) de Charles Lamont : Harry Dunson
- 1950 : Stella : Gil Wright
- 1950 : Trois Gosses sur les bras (My Blue Heaven) : Docteur
- 1950 : La Bonne combine (Mister 880) : James F. Lee, Skipper's Attorney
- 1950 : Three Secrets : Mark Harrison
- 1950 : Tourment (Right Cross) : Second Reporter
- 1950 : The Hank McCune Show (série télévisée)
- 1951 : La Mère du marié (The Mating Season) de Mitchell Leisen : Mr. Kalinger
- 1951 : À l'assaut de la gloire (Follow the sun) de Sidney Lanfield : le rédacteur sportif Jay Dexter
- 1951 : Francis Goes to the Races : Head Steward
- 1951 : La Nouvelle Aurore (Bright Victory) de Mark Robson : Jess Coe
- 1951 : Le Choc des mondes (When Worlds Collide) : Dr Cole Hendron, Astronomer at Cosmos Observatory
- 1951 : Bannerline : Stambaugh
- 1951 : Feu sur le gang (Come Fill the Cup) de Gordon Douglas : Julian Cuscaden
- 1951 : L'Âge d'aimer (Too Young to Kiss) de Robert Z. Leonard : Danny Cutler
- 1952 : Miracle à Tunis (The Light Touch) : Mr. R. F. Hawkley
- 1952 : About Face : Col. Long
- 1952 : Carson City : William Sharon
- 1952 : Chérie, je me sens rajeunir (Monkey Business) : G.J. Culverly
- 1952 : Something for the Birds : Patterson
- 1952 : La Ruelle du péché (Glory Alley) : Philip Louis Bennson
- 1952 : Le Grand Secret (Above and Beyond), de Melvin Frank et Norman Panama : Maj. Gen. Vernon C. Brent
- 1953 : Catherine et son amant (She's Back on Broadway) de Gordon Douglas : Mitchell Parks
- 1953 : Gypsy Colt : Wade Y. Gerald
- 1953 : La Piste fatale (Inferno) de Roy Ward Baker : Emory
- 1953 : Un lion dans les rues (A Lion Is in the Streets) : Robert L. Castleberry IV
- 1954 : Donnez-lui une chance (Give a Girl a Break) : Felix Jordan
- 1955 : Papa longues jambes (Daddy Long Legs) : Ambassador Alexander Williamson
- 1956 : Tu seras un homme, mon fils (The Eddy Duchin Story) de George Sidney : Leo Reisman
- 1956 : Les Rois du jazz (The Best Things in Life Are Free) : Winfeild Sheehan, Fox Studio Head
- 1957 : Les Naufragés de l'autocar (The Wayward Bus) : Elliott Pritchard
- 1957 : L'Homme qui n'a jamais ri (The Buster Keaton Story) : Larry Winters
- 1957 : Espionnage à Tokyo (en) (Stopover Tokyo) de Richard L. Breen : High Commissioner
- 1958 : The George Burns Show (série télévisée) : Harry Morton
- 1960 : Qui était donc cette dame ? (Who was that lady ?) : Parker
- 1961 : Monsieur Ed, le cheval qui parle ("Mister Ed") (série télévisée) : Roger Addison (1961-1963)
- 1962 : Garçonnière pour quatre (Boys' Night Out) de Michael Gordon : Mr Bingham
- 1964 : Limpet, incroyable arme secrète (The Incredible Mr. Limpet) d'Arthur Lubin : Adm. P.P. Spewter